# Storchenzentrum Vetschau

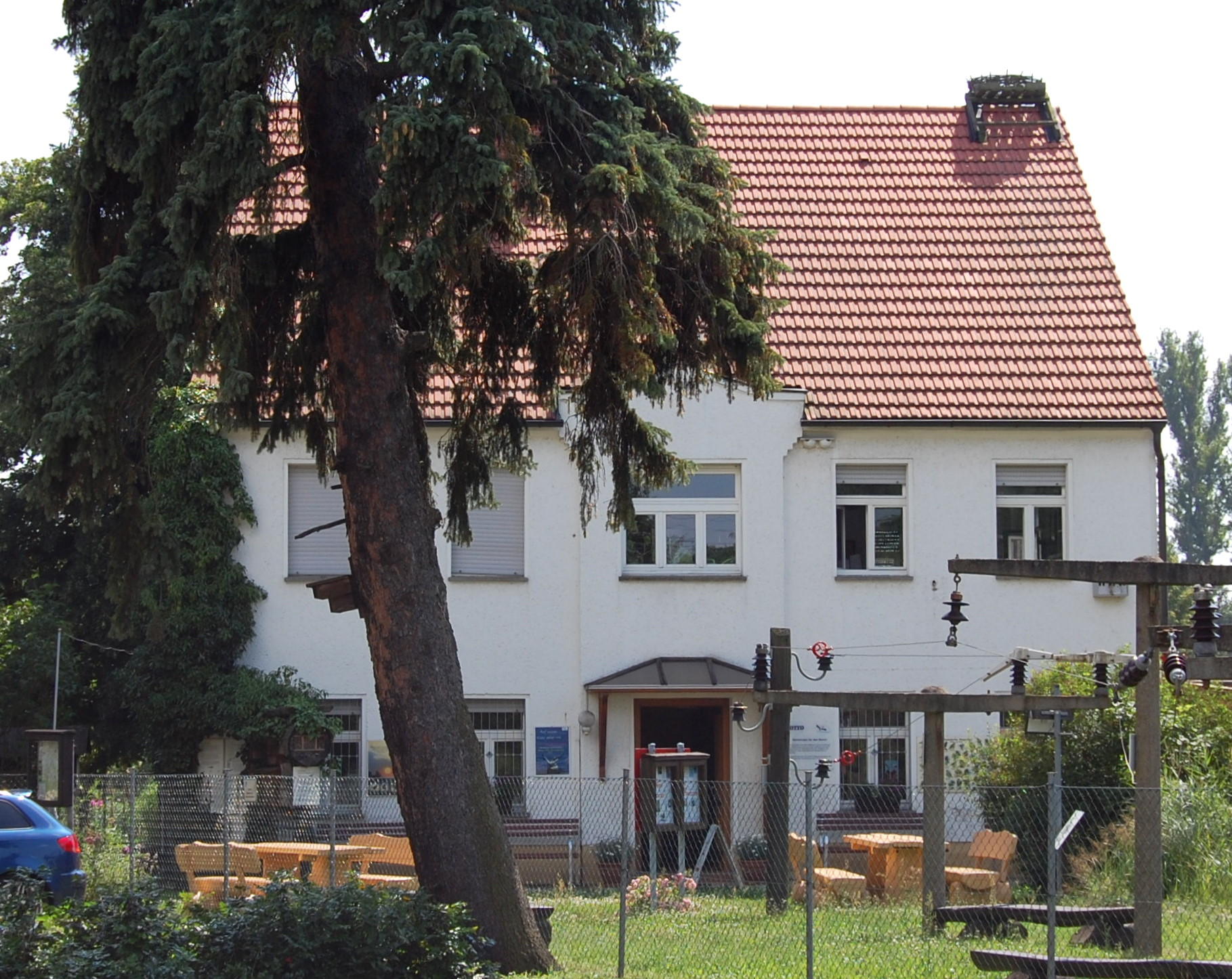
Storchenzentrum Vetschau

Das Storchenzentrum Vetschau war ein vom NABU betriebenes Informationszentrum in der Stadt Vetschau/Spreewald. Im Mittelpunkt der Ausstellungen und Informationen stand der in der Umgebung von Vetschau häufiger anzutreffende Weißstorch.

## Ausstellungen
Im Zentrum war eine Dauerausstellung zur Lebensweise des Weißstorchs und für ihn ergriffener Schutzmaßnahmen zu sehen. Eine Live-Kamera übertrug Bilder aus einem auf dem Gelände befindlichen Storchennest. Im Garten des Storchenzentrums sind Teile von Hochspannungsmasten aufgebaut, die die Gefahren, die von solchen Bauwerken für Störche ausgehen, thematisierten.
Weitere Themen der Ausstellung waren Informationen zum Biosphärenreservat Spreewald und aktuelle Nachrichten aus dem Bereich Naturschutz. Dioramen zeigten den Fischotter und andere im Spreewald lebende Tiere. Ein Hornissennest informierte über diese Wespenart. Zu Pilzfunden wurde eine Beratung und Bestimmung angeboten. Für Gartenbesitzer wurden Hinweise für praktizierten Naturschutz im Garten gegeben. Ein Insektenhotel, ein Bauerngarten, ein Gartenteich als Feuchtbiotop, eine Galerie von Nistkästen und Baumhöhlen demonstrierten verschiedene Aspekte.

## Gebäude
Das Storchenzentrum war im 1869 errichteten Gebäude des ehemaligen Hospitals Zum heiligen Kreuz untergebracht. Bis 1868 hatte das kirchliche Hospital seinen Sitz am Vetschauer Hospitalplatz, brannte dann jedoch vollständig nieder. Der Wiederaufbau durch eine karitative Stiftung erfolgte am heutigen Platz in der Drebkauer Straße. Ein Kuratorium aus Stadtpfarrer, Oberpfarrer und Bürgermeister hatte die Leitung inne. In den 1920er-Jahren erfolgte eine Umnutzung als Kindergarten, der durch zwei Diakonissen-Schwestern geführt wurde. In der Zeit des Nationalsozialismus erfolgte 1943 eine Enteignung. Im Zweiten Weltkrieg wurde das Gebäude 1945 stark beschädigt. Mit Hilfe der Bevölkerung konnte 1947 ein Wiederaufbau und die weitere Nutzung als Kindergarten erfolgen.
Im 1991 übernahm der NABU das Gebäude und baute es 1994 zum Storchenzentrum um. Im September 2024 wurde die Ausstellung aus finanziellen Gründen angesichts des im Mai 2025 auslaufenden Pachtvertrages dauerhaft geschlossen.